# إدارة المعرفة

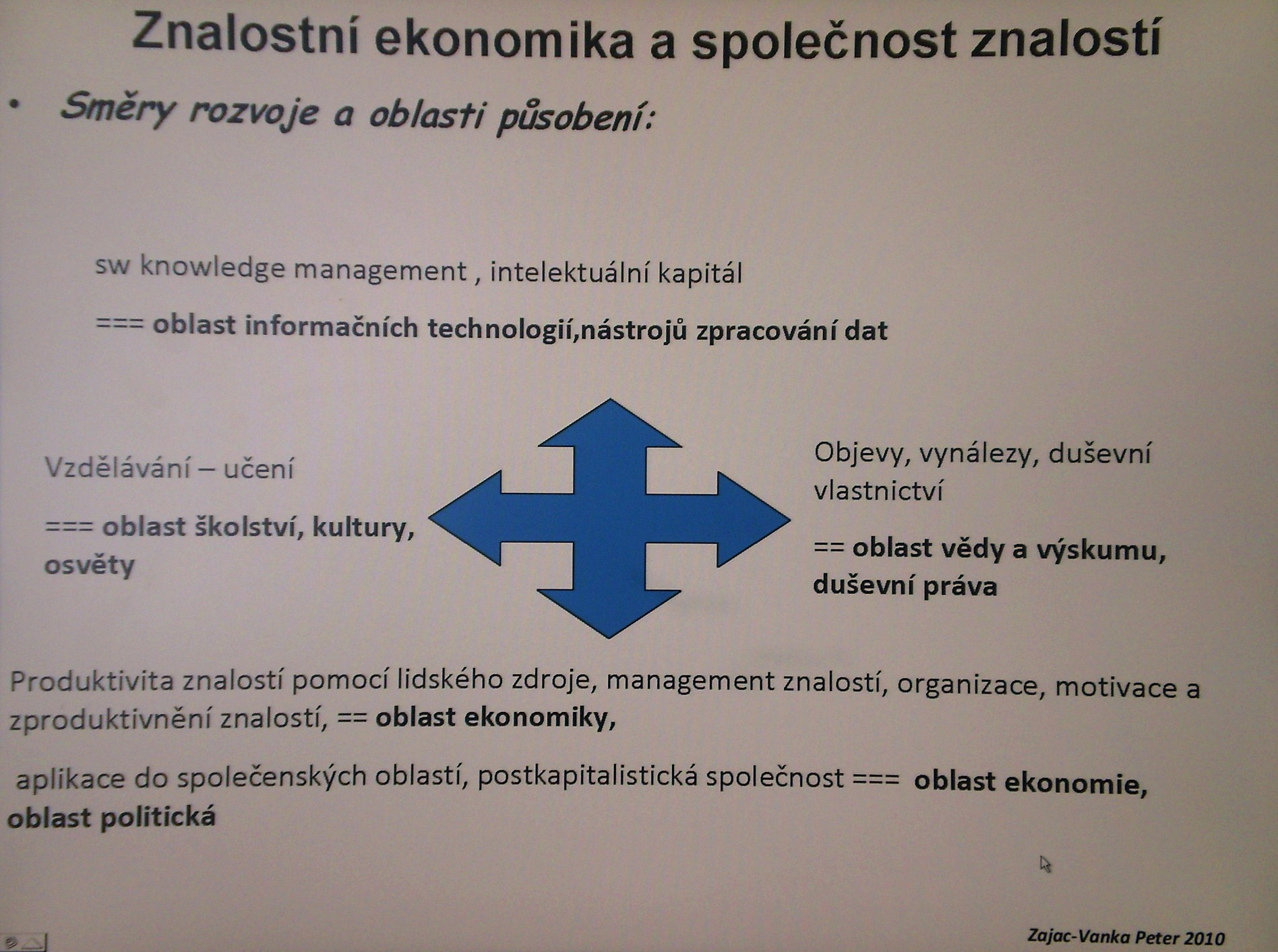
نموذج الاقتصاد المعرفي والمجتمع.

إدارة المعرفة (بالإنجليزية: Knowledge Management)‏ هي التقنيات والأدوات والموارد البشرية المستخدمة لجمع وإدارة ونشر واستثمار المعرفة ضمن مؤسسة ما. ينظر إلى إدارة المعرفة على أنها إدارة ما يمتلكه الأفراد من مهارات تستند إلى المعرفة، وليس فقط ما هو موثق في مستندات المؤسسة. الهدف من إدراة المعرفة يرتبط بعملية اتخاذ القرار (Decision-making) في المؤسسات.
أصبحت إدارة المعرفة مجالاً مستقلاً منذ عام 1991 (انظر نوناكا 1991)، ويشمل ذلك الدورات والمقررات التي تدرس في مجالات إدارة الأعمال، ونظم المعلومات والإدارة العامة وإدارة المكتبات وعلوم معلوماتية. (علوي ولايدنر 1999). وفي الآونة الأخيرة، بدأت مجالات أخرى تساهم في بحوث إدارة المعرفة؛ وتشمل هذه وسائل الإعلام المختلفة وعلم الحاسوب والصحة العامة والسياسة العامة. وبالفعل فإن جامعة كولومبيا وجامعة كينت ستيت في الولايات المتحدة تقدم تخصص من درجة الماجستير في العلوم في إدارة المعرفة.
العديد من الشركات الكبرى والمؤسسات العامة والمنظمات غير الربحية لديها موارد مخصصة لجهود إدارة المعرفة الداخلية، وغالباً ما تكون هذه الجهود جزء من إستراتيجية العمل وإدارة تكنولوجيا المعلومات أو إدارة الموارد البشرية. توفر العديد من الشركات الاستشارية الإستراتيجية والمشورة فيما يتعلق بإدارة المعرفة لهذه المنظمات.
تركز جهود إدارة المعرفة التنظيمية عادة على أهداف مثل تحسين الأداء والميزة التنافسية والابتكار ومشاركة الدروس المستفادة والتكامل والتحسين المستمر للمنظمة. تتداخل جهود إدارة المعرفة مع التعلم التنظيمي، ويمكن تمييزهما بحيث يكون التركيز على إدارة المعرفة باعتبارها رصيداً استراتيجياً في الحالة الأولى والتركيز على تشجيع تبادل المعرفة ضمن المنظمة في الحالة الثانية. وينظر إلى إدارة المعرفة على أنها من المُمَكِنَات للوصول إلى التعلم التنظيمي وآلية أكثر واقعية من البحوث السابقة المجردة.

## نشأة إدارة المعرفة
جهود إدارة المعرفة لها تاريخ طويل ويشمل ذلك المناقشات خلال العمل والتعلم الرسمي ومنتديات النقاش ومكتبات الشركات والتدريب المهني وبرامج التوجيه. مع زيادة استخدام أجهزة الحاسوب في النصف الثاني من القرن العشرين، تم مواءمة تكنولوجيات مثل القواعد المعرفية والنظم الخبيرة ومستودعات المعلومات ونظم دعم القرار الجماعي والإنترانت وبرامج العمل التعاوني المدعومة بالحاسوب بحيث تعزز جهود تطوير إدارة المعرفة.
لقد ساهم عدد من المختصين في «علم الإدارة» في نشأة مفهوم «إدارة المعرفة» ومن بينهم على وجه الخصوص بيتر دراكر ودونالد مارشان. فقد أكد دراكد على الأهمية المتزايدة للمعلومة والمعرفة الصريحة كموارد تنظيمية في المؤسسة، وتعود بداية ظهور مفهوم «إدارة المعرفة» إلى مارشان في بداية الثمانينات من القرن الماضي باعتبارها «المرحلة النهائية من الفرضيات المتعلقة بتطور نظم المعلومات». كما تنبأ دراكر بأن العمل النموذجي سيكون قائما على المعرفة وبأن المنظمات ستتكون من صناع المعرفة الذين يوجهون آدائهم من خلال التغذية العكسية لزملائهم وللزبائن.

## تعريف إدارة المعرفة
- إدارة المعرفة هي العمل الذي تؤديه المنظمة من أجل تعظيم كفاءة استخدام رأس المال الفكري في نشاط الأعمال، وهي تتطلب تشبيكًا وربطًا لأفضل الأدمغة عند الأفراد عن طريق المشاركة الجماعية والتفكير الجمعي.[13]
- إدارة بالمعرفة هي المشاركة المنظمة في المعلومات لتحقيق أهداف عديدة كالأبداع، وعدم ازدواجية الجهود، والميزة التنافسية.
- الإدارة بالمعرفة هي عملية منتظمة وفاعلة لإدارة وتفعيل مخازن المعرفة في المنظمة وتوظيفها في تحقيق أهداف المنظمة.
- إدارة المعرفة هي عملية تعني باكتشاف وتكوين وخزن واستعادة وتوزيع واستخدام المعلومات سواء كانت ضمنية أو علنية.

وان إدارة المعلومات هي جزء من نظم المعلومات الإدارية والتي تستخدم الموارد البشرية والبرامجيات والأجزاء المادية في تحسين الأداء الوظيفي
- إدارة المعرفة: هي استغلال المهارات والخبرات لدى أفراد المنظمة من خلال العمل الجماعي وجلسات العصف الذهي والبحث عن المعلومات اللازمة لتحقيق أهداف المنظمة وتحقيق الميزه التنافسيه ومن ثم ضمان البقاء والاستمرار في المنافسة
- إدارة المعرفة هي الوسيلة والطرق التي من خلالها نستطيع استخراج المعلومات المخزنه سواء في العقل البشري أو الحاسوب وتحويلها ونشرها للمساعدة في اتخاذ القرار.

## دوافع إدارة المعلومات والمعرفة
هناك عدد من المطالبات التي تدفع المؤسسات الرائدة للقيام بجهد إدارة المعرفة وهي كما يلي:
- إتاحة زيادة المحتوى المعرفي في تطوير وتقديم المنتجات والخدمات
- تحقيق أقصر دورات جديدة وتطوير المنتجات
- تسهيل وإدارة الابتكار والتعلم التنظيمي
- الاستفادة من خبرات الناس في جميع أنحاء المنظمة
- زيادة الاتصالات الشبكية بين الأفراد الداخلية والخارجية
- إدارة بيئات العمل والسماح للموظفين للحصول على رؤى والأفكار المناسبة لعملهم ذات الصلة
حل المشاكل المستعصية
- إدارة رأس المال الفكري والأصول الفكرية في القوى العاملة (مثل الخبرة والدراية التي تمتلكها الأفراد الرئيسيين)
- النقاش موجود سواء كم هو أكثر من مجرد مناسبة عابرة، على الرغم من زيادة كمية الأبحاث في هذا المجال

## أبعاد إدارة المعرفة
- البعد التكنولوجي ومن أمثلة هذا البعد محركات البحث ومنتجات الكيان الجماعي البرمجي وقواعد بيانات إدارة رأس المال الفكري والتكنولوجيات المتميزة، والتي تعم جميعها على معالجة مشكلات إدارة المعرفة بصورة تكنولوجية، ولذلك فإن المنظمة تسعى إلى التميز من خلال امتلاك البعد التكنولوجي للمعرفة
- البعد التنظيمي واللوجستي للمعرفة هذا البعد يعبر عن كيفية الحصول على المعرفة والتحكم بها وإدارتها وتخزينها ونشرها وتعزيزها ومضاعفتها وإعادة استخدامها.و يتعلق هذا البعد بتجديد الطرائق والإجراءات والتسهيلات والوسائل المساعدة والعمليات اللازمة لإدارة المعرفة بصورة فعالة من أجل كسب قيمة اقتصادية مجدية.
- البعد الاجتماعي هذا البعد يركز على تقاسم المعرفة بين الأفراد، وبناء جماعات من صناع المعرفة، وتأسيس المجتمع على أساس ابتكارات صناع المعرفة، والتقاسم والمشاركة في الخبرات الشخصية وبناء شبكات فاعلة من العلاقات بين الأفراد، وتأسيس ثقافة تنظيمية داعمة...

## اصناف المعرفة
هناك صنفين أساسيين للمعرفة:
- المعرفة الضمنية (بالإنجليزية: Tacit)‏
- المعرفة الظاهرية (بالإنجليزية: Explicit)‏

أولاً: المعرفة الضمنية: هي المعرفة التي تنتمي إلى تمثيلات عقلية متجذرة في الناس، وبالتالي لا يمكن استخلاصها بسهولة. وهي تشمل المهارات الفطرية أو المكتسبة، الخبرات والتجارب. تتميز هذه المعرفة بصعوبة نقلها أو تحويلها للآخرين على عكس المعرفة الظاهرية.
ثانياً: المعرفة الظاهرية: المعرفة الظاهرية هي المعرفة التي تم تفصيلها، تقنينها، وتخزينها في بعض وسائل الإعلام. تتميز هذه المعرفة بامكانية انتقالها بسهولة للآخرين. المعلومات الواردة في الموسوعات والكتب المدرسية أمثلة جيدة من المعرفة الظاهرية.
الأشكال الأكثر شيوعا من المعرفة الظاهرية هي الأدلة، الوثائق، الإجراءات، وأشرطة الفيديو. المعرفة يمكن أيضا أن تكون سمعية وبصرية. ويمكن رؤية الأعمال الفنية وغيرها من أشكال المعرفة الظاهرية حيث يتم من خلالها إخراج المهارات البشرية، والدوافع والمعرفة.

## هيكلة المعرفة
أو ما يعرف بالأنطولوجيا، الأنطولوجيا هي تمثيل رسمي للمعرفة (المفاهيم، والخصائص، والعلاقات). هي في الواقع إعادة هيكلة قلب أعمال الشركة، وفقا للكيانات (الفوقية)، والنصوص، الصلات، والصور...
هذه العملية ضرورية لضمان اتساق الذاكرة، مقارنة مع المكونات الأخرى لنظام المعلومات
لهيكلة المعرفة أهمية قصوى في تبادل المعلومات بين نظم المعلومات المختلفة (بين شركتين على استعداد لتبادل المهارات في مشروع مشترك). مشكلة توافقية الملفات سببه هو أن هياكل قواعد المعرفة تختلف من نظام إلى آخر.
منذ عام 1995، في علوم الكمبيوتر، مبدأ الانعكاس لإنشاء أنظمة جديدة يعتمد على تقنية المكونات. هذه التكنولوجيا تسمح لك بإنشاء النماذج وما فوق النماذج التي من شأنها في نهاية المطاف إنشاء برامج متوافقة بعضها بعضا.
وهذا التوافق يسهل تبادل الموارد والمعرفة.

## اقرأ أيضاً
- مقدمة إلى إدارة المعرفة - المهند السبيعي
- مقدمة إلى المنظمة المعرفية - المهند السبيعي
- دراسات إدارية معاصرة - عبد الحميد عبد الفتاح المغربي، عبد العزيز علي عبد المنصف مرزوق -2010
- إدارة المعرفة والمعلومات في التجارة الدولية - الدكتور نواف بن بدر بن حميد، جامعة الملك عبد العزيز - 2017.